# Kroz
Kroz è una serie di videogiochi creata da Scott Miller. Il suo primo episodio, Kingdom of Kroz, è anche il primo titolo ad essere pubblicato dalla Apogee Software, fondata dallo stesso Miller. Nel gioco si vestono i panni di un archeologo, armato di frusta e ispirato ad Indiana Jones, alla ricerca dell'inestimabile amuleto di Kroz, oggetto magico che si trova nel mistico regno di Kroz. Scopo del gioco è quello di sopravvivere in intricati labirinti popolati da mostri.
Il 20 marzo 2009 l'intera serie di Kroz è stata pubblicata come freeware da Apogee, insieme al suo codice sorgente sotto licenza GPL.

## Modalità di gioco
Il giocatore deve raccogliere delle gemme, sparse per ogni livello; se un mostro lo tocca, perde una di essa; quando il numero di gemme arriva a zero il gioco termina. Per difendersi dai mostri si possono usare delle fruste, con la quale si possono uccidere le creature o distruggere particolari muri; ogni frusta può essere utilizzata una sola volta. Oltre alla frusta, si possono trovare anche dei teletrasporti, utili quando si è circondati da nemici.

## Episodi
Nonostante Kingdom of Kroz sia il primo titolo ad essere realizzato, è diventato terzo dopo l'uscita dei due successori.
- "Original Kroz Trilogy"
  - Caverns of Kroz (1989, aggiornato come Caverns of Kroz II nel 1990)
  - Dungeons of Kroz (1988, aggiornato come Dungeons of Kroz II nel 1990)
  - Kingdom of Kroz (1987, aggiornato come Kingdom of Kroz II nel 1990)
- "Super Kroz Trilogy"
  - Castle of Kroz (1989, diventato Shrine of Kroz e infine Return to Kroz.)[3]
  - Temple of Kroz (1990)
  - The Final Crusade of Kroz (1990)
- The Lost Adventures of Kroz (1990)

## Sviluppo
Il primo episodio, Kingdom of Kroz, è stato scritto da Scott Miller tramite Turbo Pascal 3.0, mentre le versioni successive verranno realizzate con la versione 5.0). Il codice sorgente di Kroz, insieme a quelli di altri videogiochi testuali creati da Miller, era disponibile per la vendita ad un prezzo variabile fra i 190$ e i 950$ (a seconda delle versioni).
La serie sfrutta la modalità testuale dei sistemi MS-DOS, utilizzando i vari ?caratteri del set ASCII esteso per rappresentare una sorta di ambiente grafico, in maniera simile a Rogue, gioco al quale Miller si è ispirato sebbene non amasse particolarmente la sua casualità.